# Генитални карактер
Генитални карактер је тип карактера који одговара појму зреле личности или продуктивног карактера. Генитални карактер има особа која је пребродила препреке у току развоја либида као што су: нарцизам, Едипов комплекс, инфантилну сексуалност. Генитални карактер одликују: емоционална уравнотеженост, психичка стабилност, способност да воли и слободно ужива у сексуалним односима, без принуде и кривице, добар однос са реалношћу и другим људима, одговорност, као и способност да се ужива у раду.